# Argillichthys
Az Argillichthys a sugarasúszójú halak (Actinopterygii) osztályának Aulopiformes rendjébe, ezen belül a gyíkhalfélék (Synodontidae) családjába tartozó fosszilis nem.

## Tudnivalók
Az Argillichthys az eocén első korszakában, az úgynevezett ypresi idején élt, ott ahol manapság Anglia van. Ebből a fosszilis halnemből eddig, csak egy faj, az Argillichthys toombsi Casier 1966 került elő. Ennek a típuspéldánynak is csak a koponyája maradott meg a fosszilizálódás során. A koponyát az angliai Sheppey-szigeten levő London Agyag-formációban találták meg.
A ma is élő Synodus nembéli fajok a legközelebbi rokonaik ennek az eocén kori halfajnak.

### Fordítás
- Ez a szócikk részben vagy egészben  az   Argillichthys című angol Wikipédia-szócikk ezen változatának fordításán alapul.  Az eredeti cikk szerkesztőit annak laptörténete sorolja fel. Ez a jelzés csupán a megfogalmazás eredetét és a szerzői jogokat jelzi, nem szolgál a cikkben szereplő információk forrásmegjelöléseként.